# Flughafen Arapongas

i7
i11
i13
Der Flughafen Arapongas (portugiesisch Aeroporto de Arapongas) (IATA-Code: APX, ICAO-Code: SSOG) ist ein Flughafen in der Nähe der brasilianischen Stadt Arapongas.
Der Flughafen verfügt über eine in Nord-Süd-Richtung verlaufende und asphaltierte Start- und Landebahn von 1200 m Länge und 23 m Breite.